# Hamassien
Hamassien är på ett rike och senare en republik, i nuvarande Eritreas högland under senmedeltiden då feodalherrarnas makt hade försvagats och området styrdes av äldsteråd i byarna. Land ägdes kommunalt och roterade mellan byinnevånarna vart sjätte, sjunde eller åttonde år beroende på den föreliggande byalagen. Dessa byalagar som regerade allt mellan äktenskap, egendom, arv, handel och andra seder lever än idag och utgör inte bara ett kulturarv i form av traditioner utan byalagarnas gällande distrikt utgör fortfarande geografiska avgränsningar på delar av Eritreas högland. Hamassiens befolkning utgjordes nästan uteslutande av det tigrinska folket.